# Groupama Arena
Groupama Arena este un stadion multifuncțional din Budapesta, Ungaria. Acesta este stadionul de casă al clubului de fotbal Ferencvárosi TC. Cu o capacitate de 23.700, Groupama Arena este al doilea stadion ca mărime din Ungaria, după Stadionul Ferenc Puskás, care are 69.000 de locuri. Stadionul a fost construit între 2013-2014, pe locul vechiului stadion, Stadionul Flórián Albert, care a fost demolat în 2013 pentru a face loc noii arene.

## Istorie
La data de 13 aprilie 2012, planul noului stadion au fost prezentat la o conferință de presă de către președintele de Ferencváros, Gábor Kubatov. Ideea renovării Stadionului Flórián Albert a fost refuzată, deoarece ar fi costat prea mult. Prin urmare, stadionul vechi a fost demolat și un stadion nou a fost construit în loc. După construcție, stadionul a devenit cel mai sigur și cel mai modern stadion din Ungaria. Noul stadion a fost fi rotit cu 90 ° și este mai aproape de Gyali út. Terenul este cu 10 de centimetri mai jos de suprafață. Conform planului, s-au instalat 29 de camere pe noul stadion. În plus, va exista un restaurant, un magazin Fradi și un muzeu. Vestiarele echipelor au fost extinse de la 40 la 400 de metri pătrați.

## Meciuri importante
| Ferencváros | 1–2    | Chelsea |
| ----------- | ------ | ------- |
|             | Raport |         |

| Ferencváros | 3–1    | Nyíregyháza |
| ----------- | ------ | ----------- |
|             | Raport |             |

| Ferencváros | –      | TBD |
| ----------- | ------ | --- |
|             | Raport |     |

## Galerie

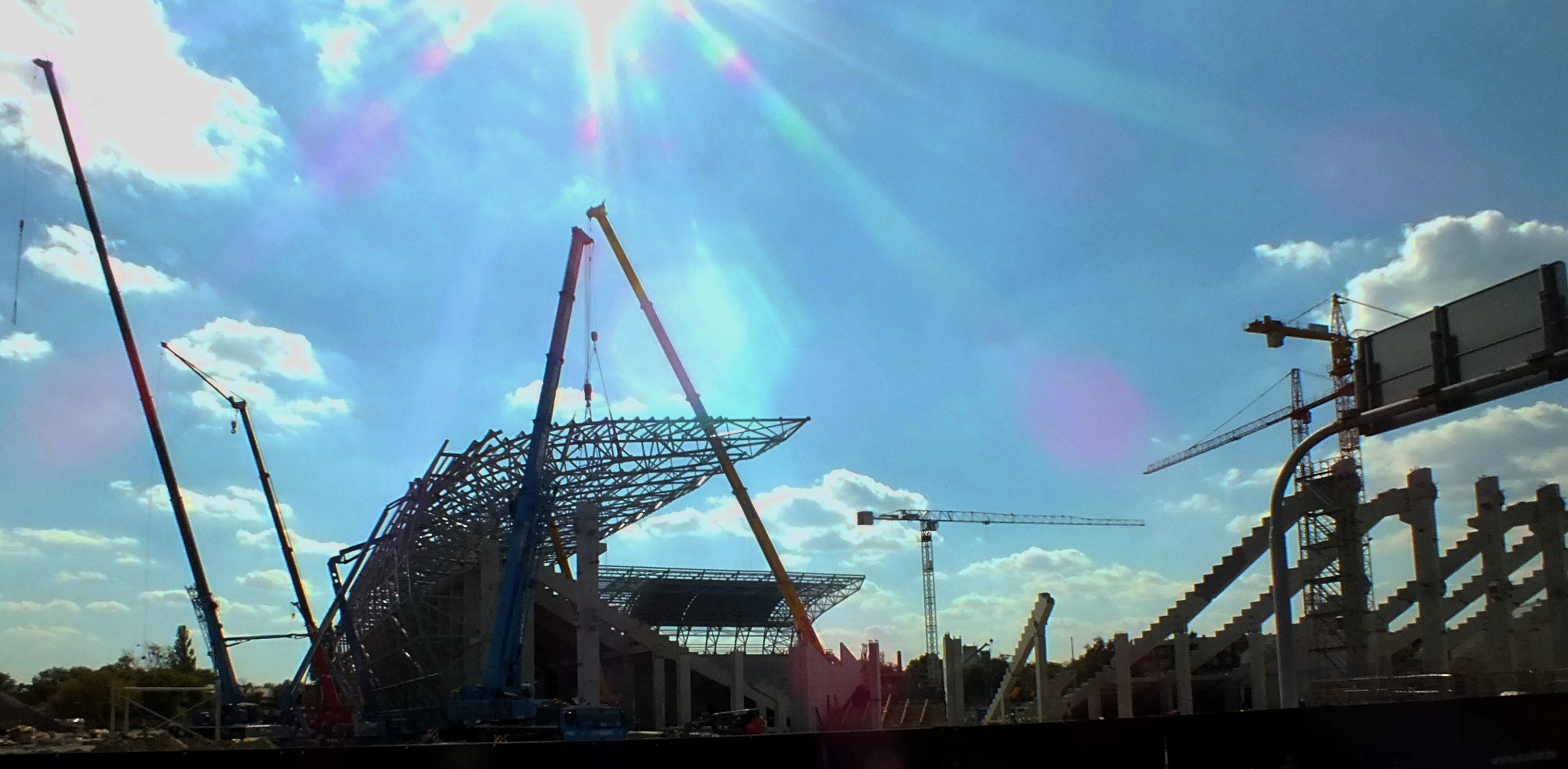
Construcția stadionului
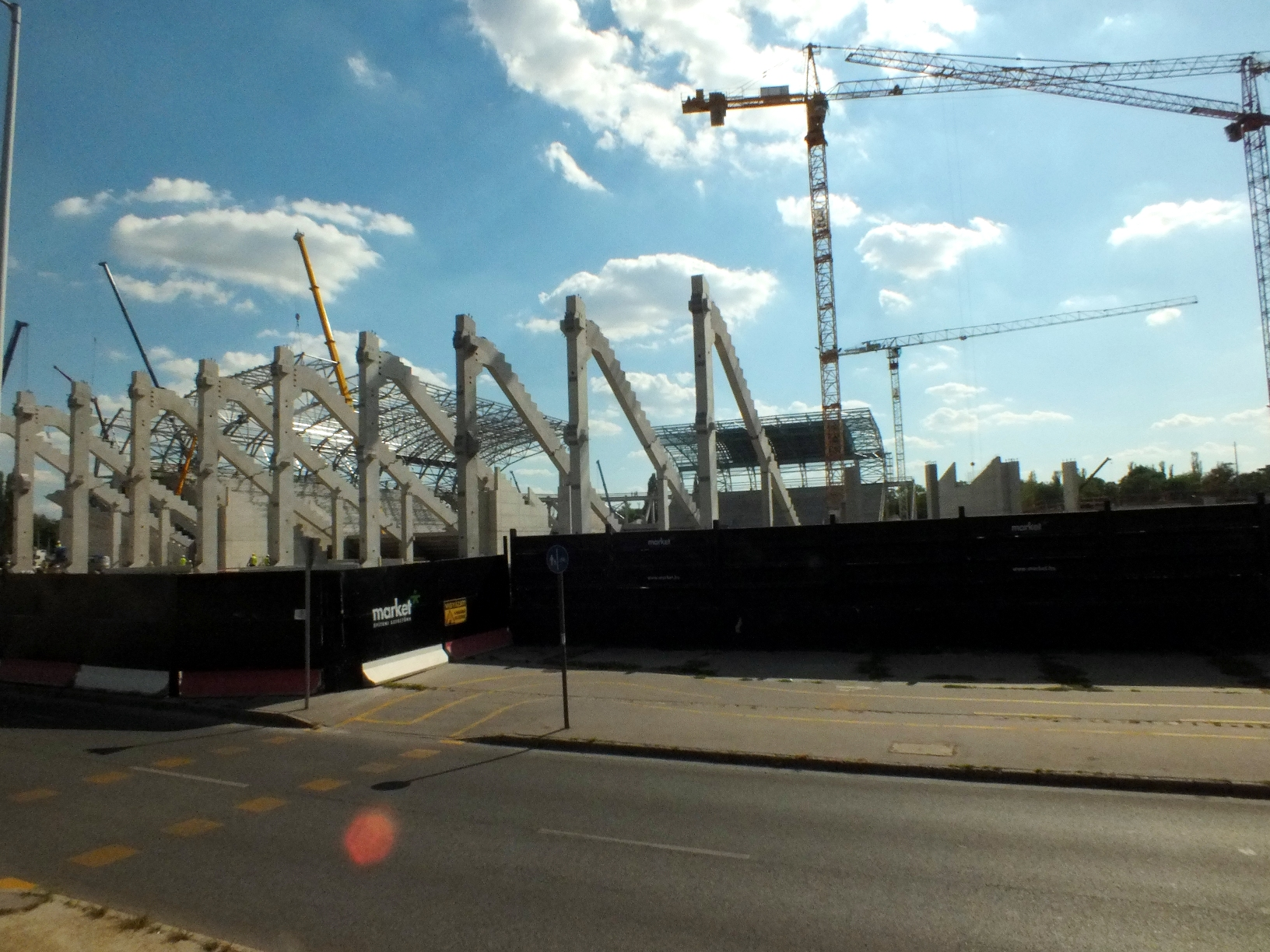
Construcția stadionului, vara lui 2013